# Kosovac (biljni rod)
Kosovac (gorčik; lat. Rhagadiolus), maleni biljni rod iz porodice glavočika rasprostranjen od Sredozemlja, na istok do Kavkaza i Irana
Pripadaju mu dvije vrste, obje rastu i u Hrvatskoj, to su jestivi kosovac i zvjezdasti kosovac

## Vrste
1. Rhagadiolus edulis Gaertn., jestivi kosovac
2. Rhagadiolus stellatus (L.) Gaertn., zvjezdasti kosovac